# Mozzo
Mozzo (lombardul: Mós) település Olaszországban, Lombardia régióban, Bergamo megyében. Lakosainak száma 7283 fő (2023. január 1.). Mozzo Bergamo, Curno, Ponte San Pietro és Valbrembo községekkel határos.

## Népesség
A település lakossága az elmúlt években az alábbi módon változott:
| Lakosok száma | 7396 | 7425 | 7283 |
|               | 2017 | 2018 | 2023 |